# بلکندورف
بلکندورف (به آلمانی: Blekendorf) یک شهر در آلمان است که در Plön (District) واقع شده‌است. بلکندورف ۱٬۸۱۱ نفر جمعیت دارد.